# Słowo/obraz terytoria
Słowo/obraz terytoria – wydawnictwo powstałe jesienią 1995 roku w Gdańsku, publikujące książki z dziedziny literatury pięknej, historii literatury, eseistyki, krytyki literackiej, filozofii, sztuki, nauk społecznych. Publikacje wydawnictwa próbują przekraczać tradycyjne podziały, penetrują obszary pośrednie i pograniczne. Nie tylko pomiędzy ikonosferą a logosferą, jak zapowiada nazwa wydawnictwa, lecz także pomiędzy „czystą” myślą a historią myślenia.

## Autorzy publikowani w wydawnictwie
Wydawnictwo słowo/obraz terytoria publikuje wielu pisarzy, filozofów, badaczy literatury i sztuki, zarówno polskich, jak i zagranicznych, m.in.: Maria Janion, Jan Białostocki, Konstanty Jeleński, Jan Kott, Andrzej Chojecki, Aleksander Jurewicz, Ryszard Legutko, Zbigniew Mikołejko, Stanisław Rosiek, Krzysztof Rutkowski, Jerzy Szyłak, Mariusz Wilk, Cezary Wodziński, Gaston Bachelard, Jacques Derrida, Michel Foucault, Jean Starobinski, Raoul Vaneigem, Sławomir Mrożek, Michaił Bachtin, Tadeusz Sławek. Przedstawia również pisarzy literatury współczesnej tak z Polski, jak i z zagranicy, m.in.: Adam Wiśniewski-Snerg, Leena Lehtolainen, Walter Moers, Ingmar Bergman.

## Serie wydawnictwa
Przez kilkanaście lat działalności wydawnictwo opublikowało setki książek obejmujących aż 44 serie wydawnicze. Najważniejsze z nich to: Pasaże, Klasyka Światowej Humanistyki, Terytoria Kina, Terytoria Teatru, Terytoria Skandynawii, Minerwa. Biblioteka Filozofii
i Historii Filozofii, Rzeczy Literackie, Idee, Świadectwa, Artyści czy ars medica ac humanitas.

## Ważniejsze wyróżnienia dla wydanych książek
- nominacja do Nagrody Literackiej Nike 1998: Stefan Rieger - Glenn Gould czyli sztuka fugi
- nominacja do Nagrody Literackiej Gdynia 2006 w kategorii proza: Mieczysław Abramowicz - Każdy przyniósł, co miał najlepszego[1]
- nominacja do Nagrody Literackiej Gdynia 2006 w kategorii eseistyka: Cezary Wodziński - Trans, Dostojewski, Rosja czyli o filozofowaniu siekierą[1]
- nominacja do Nagrody Literackiej Gdynia 2007 w kategorii eseistyka: Krzysztof Rutkowski - Ostatni pasaż[2]
- Nagroda Literacka Gdynia 2009 w kategorii eseistyka: Maria Poprzęcka - Inne obrazy[3]
- nominacja do Nagrody Literackiej Gdynia 2009 w kategorii eseistyka: Stanisław Rosiek - [Nienapisane][4]
- nominacja do Nagrody Literackiej Gdynia 2009 w kategorii eseistyka: Cezary Wodziński - Logo nieśmiertelności[4]
- Nagroda Literacka Nike 2010: Tadeusz Słobodzianek - Nasza klasa[5]
- nominacja do Nagrody Literackiej Gdynia 2011 w kategorii proza: Andrzej Kasperek - Back to DDR i inne opowiadania[6]
- nominacja do Nagrody Literackiej Gdynia 2014 w kategorii przekład na j. polski: Ryszard Engelking i Tomasz Swoboda - Śnienie i Życie, autor oryginału Gerard de Nerval[7]